# 木头营子乡
木头营子乡，是中华人民共和国内蒙古自治区赤峰市敖汉旗下辖的一个乡镇级行政单位。

## 行政区划
木头营子乡下辖以下地区：
木头营子村、东湾子村、新民村、青山村、乌兰胡同村、岗岗营子村、乌兰勿苏村、新窝铺村、前井村、老西店村、染房村、沙根村、平合村、份子地村和万发永村。